# Critoniopsis floribunda
Critoniopsis floribunda là một loài thực vật có hoa trong họ Cúc. Loài này được (Kunth) H.Rob. mô tả khoa học đầu tiên năm 1980.